# Milan Bartovič
Milan Bartovič (Trenčín, 9 aprile 1981) è un ex hockeista su ghiaccio e allenatore di hockey su ghiaccio slovacco.

## Palmarès

### Mondiali
- 1 medaglia:
  - 1 argento (Finlandia/Svezia 2012)